# Jim Blyth
Jim Blyth (2 de fevereiro de 1955) é um ex-futebolista escocês.

## Carreira
Jim Blyth competiu na Copa do Mundo FIFA de 1978, sediada na Argentina, na qual a seleção de seu país terminou na 11º colocação dentre os 16 participantes.